# Mohamed Abdelaziz (Politiker, 1951/1952)

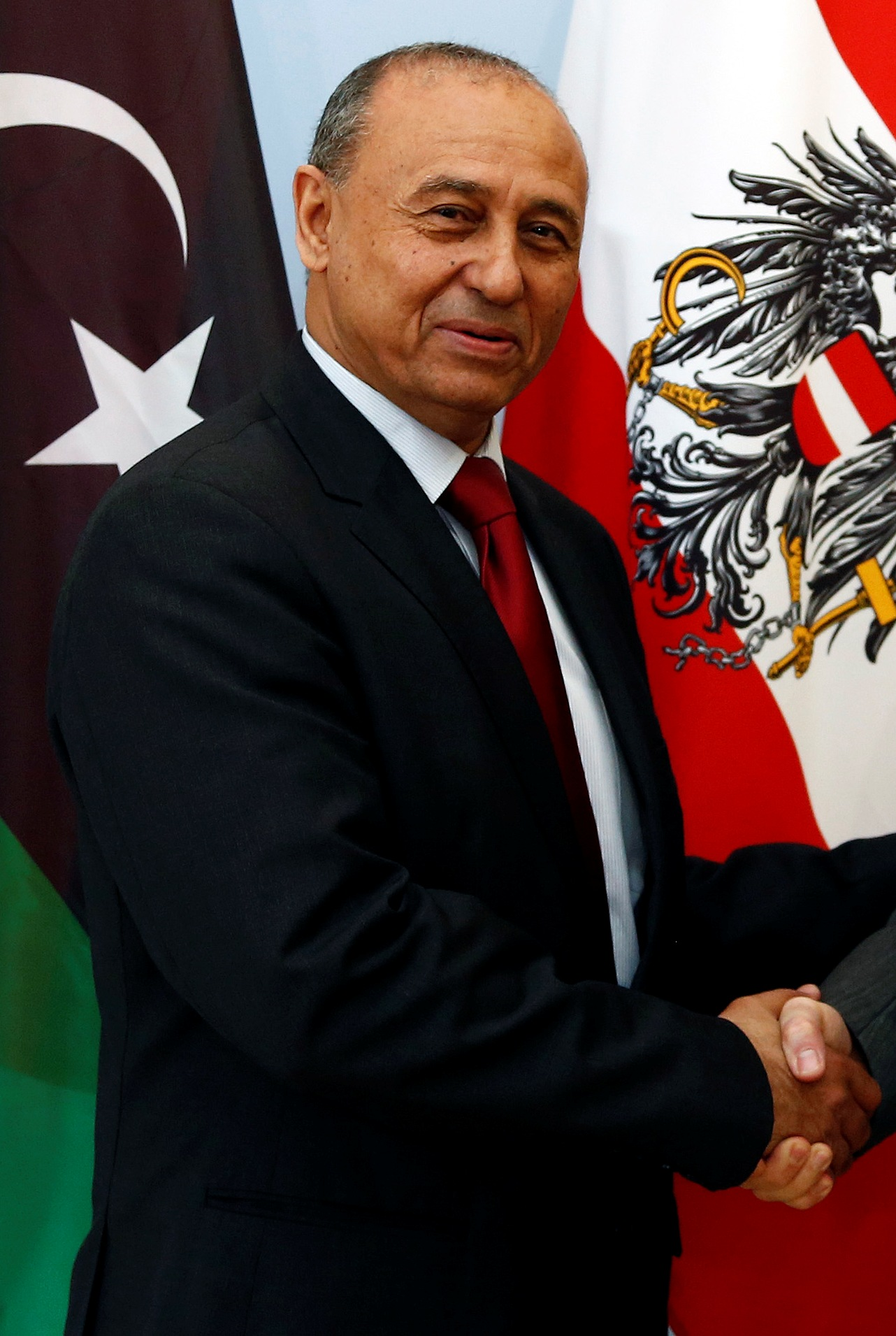
Mohamed Abdelaziz (2013)

Mohamed Abdelaziz (arabisch محمد عبد العزيز, DMG Muḥammad ʿAbd al-ʿAzīz; * 1951/1952) ist ein ehemaliger libyscher Politiker, der von Januar 2013 bis August 2014 Außenminister und Vorsitzender des Ministerrates der Arabischen Liga war.

## Leben
1975 schloss er sein Studium an der Abteilung für Politikwissenschaft der Universität Kairo ab. Er arbeitete für die libysche Mission bei den Vereinten Nationen und war zur Zeit von Abdel Rahim Al-Kib Untersekretär des Außenministeriums.

## Karriere
Abdelaziz war Mitglied der libyschen Mission bei den Vereinten Nationen, bis er am Kriminalpräventionszentrum in Wien arbeitete. Er diente als stellvertretender Minister für internationale Zusammenarbeit und auswärtige Angelegenheiten in der Übergangsregierung Libyens. Am 7. Januar 2013 wurde Abdelaziz nach der Wiedereinmischung dieser beiden Ministerien zum Minister für internationale Zusammenarbeit und auswärtige Angelegenheiten ernannt. Das Kabinett wurde von Ali Zidan geleitet.
Abdelaziz' Amtszeit als Außenminister endete, als das Kabinett am 29. August 2014 zurücktrat. Er wurde auf dem Posten durch Mohammed al-Dairi ersetzt.

## Ansichten
Im April 2014 forderte er die Wiederherstellung der Senussi-Dynastie und dass die durch die föderalistische Verfassung von 1951 geschaffene konstitutionelle Monarchie die „einzige Lösung“ für „die Rückkehr von Sicherheit und Stabilität nach Libyen“ sei.